# Jürgen Fuchs (Schriftsteller)

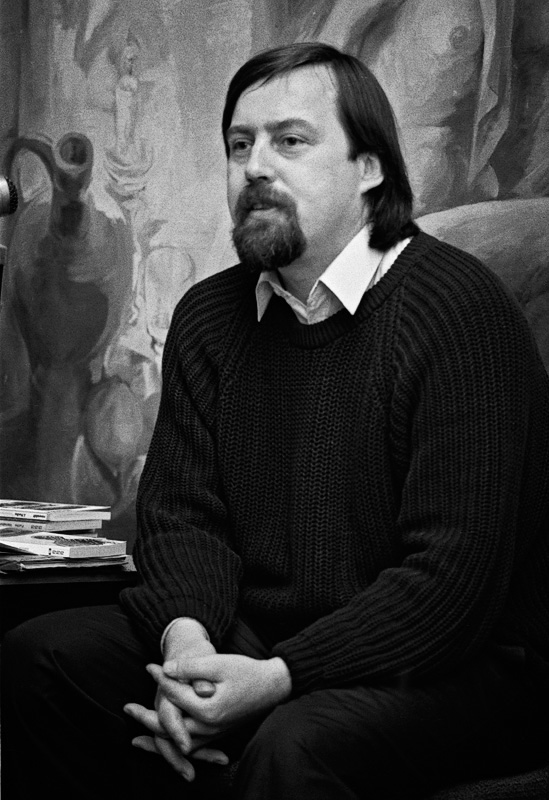
Jürgen Fuchs bei einer Lesung in einem Saalfelder Gymnasium 1990

Jürgen Fuchs (* 19. Dezember 1950 in Reichenbach im Vogtland; † 9. Mai 1999 in Berlin) war ein deutscher Schriftsteller, Psychologe, Bürgerrechtler und Vertreter der Opposition in der DDR, der auch nach seiner Zwangsausbürgerung von der Stasi im Westen weiter beobachtet und mit Zersetzungsmaßnahmen bekämpft wurde.

## Leben
Fuchs kam bereits als Schüler mit der DDR-Obrigkeit in Konflikt. So wurden seine kritischen Meinungsäußerungen während der Studentenproteste und des Prager Frühlings 1968 von der Schulleitung geahndet. 1969 erlangte Fuchs das Abitur und leistete anschließend seinen Grundwehrdienst bei der NVA. Da ihm der Zugang zum Studium zunächst verwehrt blieb, machte er im selben Jahr zunächst einen Facharbeiterabschluss bei der Deutschen Reichsbahn.
Da ihn die Schulleitung als „politisch unzuverlässig“ bezeichnet hatte, bedurfte es einer Eingabe, ehe er 1971 ein Studium der Sozialpsychologie an der Friedrich-Schiller-Universität Jena beginnen konnte. 1973 wurde er Mitglied der SED. Er schrieb Gedichte und arbeitete mit dem Arbeitskreis Literatur und Lyrik Jena um Lutz Rathenow zusammen. Nach einem gemeinsamen Auftritt mit Bettina Wegner und Gerulf Pannach, dem Texter der Band Renft, wurde er 1975 aus der SED und der FDJ ausgeschlossen. Kurz vor dem Abschluss – die Diplomarbeit war schon mit „sehr gut“ bewertet worden – wurde Fuchs wegen seiner Gedichte und Prosawerke vom Disziplinarausschuss der Universität Jena unter Heinz Paul zum „Ausschluss von allen Universitäten, Hoch- und Fachschulen der DDR“ verurteilt und politisch zwangsexmatrikuliert. Eine Arbeit als Psychologe war ihm damit nicht mehr möglich.

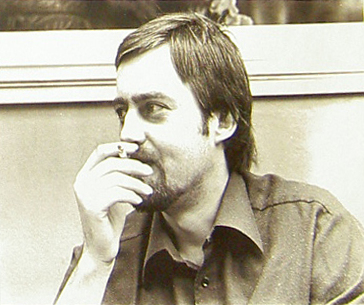
Jürgen Fuchs einen Tag nach seiner Haftentlassung in West-Berlin, 27. August 1977

In Jena hatte Fuchs die Psychologiestudentin Lieselotte Uschkoreit („Lilo“) kennengelernt; sie heirateten 1974. 1975 kam ihre Tochter Lili zur Welt. Nach seiner politischen Exmatrikulation am 17. Juni 1975 zog die Familie in das Gartenhaus von Katja und Robert Havemann nach Grünheide bei Berlin. Fuchs arbeitete in einer kirchlichen Sozialeinrichtung. Nach Protesten gegen die Ausbürgerung von Wolf Biermann wurde Fuchs am 19. November 1976 wegen „Staatsfeindlicher Hetze“ verhaftet, zwei Tage vor Gerulf Pannach und Christian Kunert, deren Band Renft im Herbst 1975 verboten worden war. Nach 281 Tagen in Haft im Gefängnis des Ministeriums für Staatssicherheit in Berlin-Hohenschönhausen und internationalen Protesten wurden Pannach, Fuchs und Kunert 1977 unter Androhung langer Haftstrafen zur Ausreise gezwungen und nach West-Berlin abgeschoben. In seinem Buch Vernehmungsprotokolle gibt Fuchs die Verhöre aus der Haft aus der Erinnerung wieder. Die Stasi-Akten bestätigten später seine Darstellung. Der Historiker Hubertus Knabe schrieb dazu: „Liest man die 88 Verhörprotokolle und die über 60 Seiten Vernehmungspläne, erschrickt man noch heute über die Gnadenlosigkeit, mit der die Stasi-Mitarbeiter den jungen Autor in die Mangel nahmen.“
In West-Berlin arbeitete Jürgen Fuchs als freischaffender Schriftsteller und seit 1980 auch als Sozialpsychologe im Projekt Treffpunkt Waldstraße, einer Kontakt- und Beratungsstelle für Problemjugendliche. Heinrich Böll, Manès Sperber, Rudi Dutschke, Heinz Brandt, Herta Müller, Hans Joachim Schädlich, Adam Zagajewski und Manfred Wilke zählten zu seinen Bekannten. Er engagierte sich in der Friedensbewegung und hielt Verbindung zur unabhängigen Friedens- und Bürgerbewegung in der DDR, zur tschechischen Charta 77 und zur polnischen Solidarność und thematisierte Tabus des realen Sozialismus wie die Staatssicherheit und den Freikauf von Gefangenen. Das Ministerium für Staatssicherheit der DDR (MfS) leitete 1982 ein Ermittlungsverfahren (ZOV „Opponent“) gegen Fuchs ein und setzte ihn und seine Umgebung zahlreichen „Zersetzungsmaßnahmen“ aus. Dazu zählten 1986 ein Bombenattentat vor seinem Haus und die Sabotage der Bremsschläuche seines Autos. Planungen der Hauptabteilung VIII des MfS für Observation und Transitverkehr von 1988 sahen, so beschreiben es Stasi-Unterlagen, das zeitweilige Anbringen eines nicht näher beschriebenen, „erforderlichen Gegenstandes … für eine spezifische Maßnahme“ im Entlüftungsschacht unter der Hauseingangstür von Fuchs durch den West-Berliner IM „Genua“ vor; der Auftrag wurde aber zurückgezogen.

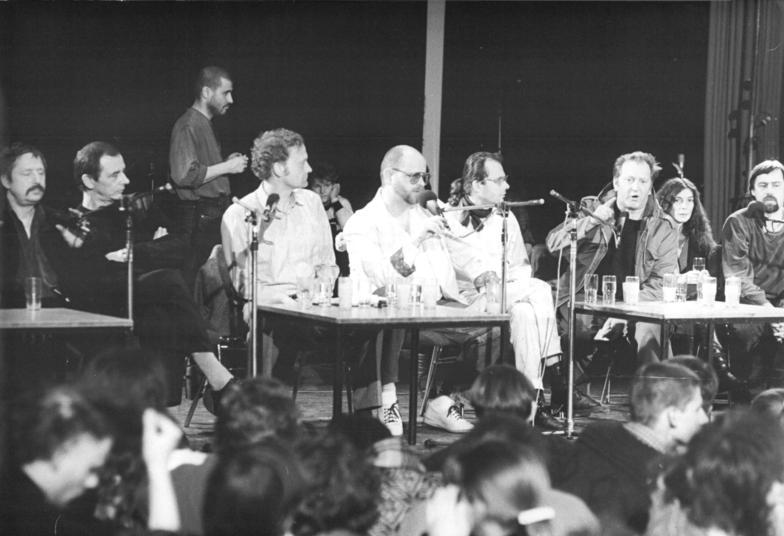
Jürgen Fuchs (ganz rechts) auf einem Liederabend oppositioneller Künstler im Haus der jungen Talente, Dezember 1989

Seit dem Fall der Mauer im November 1989 bemühte sich Fuchs besonders um die Aufklärung der Verbrechen des MfS. Er arbeitete seit 1991 zeitweilig im Bereich Bildung und Forschung des Beauftragten für die Unterlagen des Staatssicherheitsdienstes der ehemaligen DDR, dessen Beirat er 1997 aus Protest gegen die Beschäftigung ehemaliger Stasi-Mitarbeiter verließ. Im selben Jahr erkrankte er an Leukämie. Am 2. Januar 1992 war er einer der ersten, die Einblick in ihre Stasi-Unterlagen nehmen durften.
Aufsehen und Kritik erregte Fuchs, als er im Dezember 1991 das, was die Staatssicherheit mit politischer Haft und „Zersetzungsmaßnahmen“ gegen wenigstens sechs Millionen Menschen in der DDR bewirkt hatte, mit dem Begriff „Auschwitz in den Seelen“ bezeichnete. Der Dichter und Liedermacher Wolf Biermann, Sohn des in Auschwitz ermordeten jüdischen Kommunisten Dagobert Biermann und auch selbst Ziel von „Zersetzungsmaßnahmen“ der Staatssicherheit, verteidigte ihn ausdrücklich.

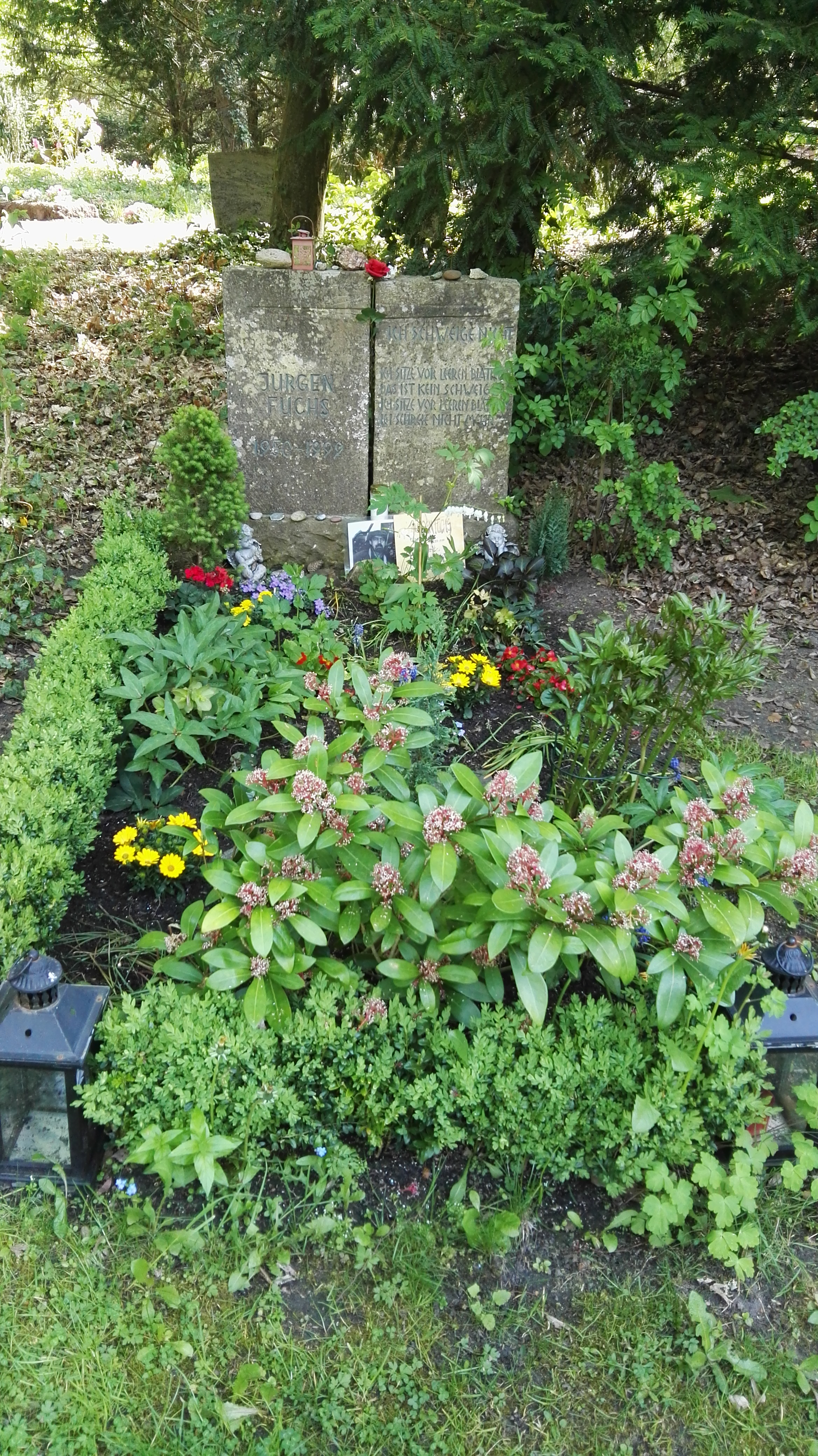
Grabstätte

Fuchs starb 1999 an der Leukämieerkrankung und wurde auf dem Berliner Heidefriedhof bestattet (Grabstelle D VII 335/36).
Sein Tod nährte den Verdacht, er sei als Häftling des MfS vorsätzlich Gammastrahlen ausgesetzt worden. Sein Freund Wolf Biermann schrieb dazu: „Sein Tod mit 48 Jahren ist eines der Indizien. Fuchs starb an einem Blutkrebs, der auf Strahlenschäden hinweist.“ Der damalige Bundesbeauftragte für die Stasiunterlagen Joachim Gauck veranlasste eine wissenschaftliche Untersuchung. Die Gauck-Behörde konnte nach umfangreichen Recherchen aber nicht feststellen, dass radioaktive Substanzen oder Röntgenstrahlen gezielt zur Schädigung von Oppositionellen eingesetzt wurden. Die Untersuchung offenbarte aber verschiedene leichtfertige Verwendungen radioaktiver Substanzen durch die Staatssicherheit, zum Beispiel für die Markierung von Geldscheinen, die in Briefen verschickt wurden und der Aufklärung von Postdiebstählen dienen sollten, oder für die radioaktive Markierung von Manuskripten des SED-Kritikers Rudolf Bahro.

## Werke
- Gedächtnisprotokolle, 1977, ISBN 3-499-14122-1
- Vernehmungsprotokolle, 1978, ISBN 3-499-14271-6
- Tagesnotizen, 1979, ISBN 3-499-25126-4
- Pappkameraden, 1981, ISBN 3-499-25152-3
- Fassonschnitt, 1984, ISBN 3-499-12480-7
- Einmischung in eigene Angelegenheiten, 1984, ISBN 3-499-15357-2
- Das Ende einer Feigheit, 1988, ISBN 3-499-13199-4
- Gäste kommen und gehen oder Der Verkauf der Landeskinder, 1989, ISBN 3-926409-77-0
- „… und wann kommt der Hammer ?“, 1990, ISBN 3-86163-015-X
- Landschaften der Lüge, Schriftsteller im Stasi-Netz:

Teil I: Der „Operative Vorgang“ Fuchs. In: Der Spiegel. Nr. 47, 1991, S. 280–291 (online – 18. November 1991).
Teil II: Pegasus, Spinne, Qualle, Apostel. In: Der Spiegel. Nr. 48, 1991, S. 72–92 (online – 25. November 1991).
Teil III: „Zersetzung“ bis in den Tod. In: Der Spiegel. Nr. 49, 1991, S. 94–108 (online – 2. Dezember 1991).
Teil IV: „Aktion Gegenschlag“ im Namen des Friedens. In: Der Spiegel. Nr. 50, 1991, S. 103–121 (online – 9. Dezember 1991).
Teil V: Gegen die „Konterrevolution“ in Polen. In: Der Spiegel. Nr. 51, 1991, S. 118–130 (online – 16. Dezember 1991).
- Dummgeschult? Ein Schüler und sein Lehrer, 1992, ISBN 3-86163-047-8.
- Das Besser-Wissen von heute – Nun kann laut und selbstsicher geredet werden. Rede zur Öffentlichen Anhörung der Enquete-Kommission »Zur Auseinandersetzung mit den beiden Diktaturen in Deutschland in Vergangenheit und Gegenwart« am 4. Mai 1994, in: Horch und Guck, H. (1994), S. 31–33.
- Zersetzung der Seele, 1995, ISBN 3-88022-365-3.
- Magdalena, 1998, ISBN 3-499-22618-9 Auszug aus „Magdalena“, in: Horch und Guck, H. 49 (2004), S. 51–52.
- Dissidenten, Präsidenten und Gemüsehändler: Tschechische und ostdeutsche Dissidenten 1968–1998, hrsg. von Doris Liebermann, Jürgen Fuchs und Vlasta Wallat. Essen, Klartext-Verlagsgesellschaft, 1998, ISBN 978-3-88474-678-3.
- Die nach hinten gedrehten Arme, Gedicht (Sommer 1989), in: Horch und Guck, H. 26 (2/1999), S. 7–8.
- Schriftprobe. Frühe Gedichte. Vorgelegt von Edwin Kratschmer, 2001, ISBN 3-89739-132-5.
- Zwo! In: Wolf Biermann und andere Autoren: Die Ausbürgerung. Hrsg.: Fritz Pleitgen; 2001, ISBN 3-89834-044-9, S. 244 ff.
- Sie machen Tempo, Matthias (April 1996), in: Horch und Guck, Sonderheft 1 (2003) Matthias Domaschk, S. 26–32.
- Das Ende einer Feigheit. Mit einer Einführung von Herta Müller und einem Lied von Wolf Biermann. Hg. von Doris Liebermann. Hörbuch, 2 CDs, Hörbuch Hamburg 2010/2011, ISBN 978-3-89903-089-1.
- Landschaften der Lüge. Gespräche mit Jürgen Fuchs. Mit einem Vorwort von Roland Jahn. Hg. von Doris Liebermann. Hörbuch, 2 CDs, Hörbuch Hamburg 2013, ISBN 978-3-89903-396-0.
- Für uns, die wir noch hoffen. Lieder von Gerulf Pannach & Christian Kunert. Prosa von Jürgen Fuchs. Leipzig 1976, West-Berlin 1977. Herausgegeben von Doris Liebermann und Bodo Strecke. Hörbuch, 3 CDs, Label Marktkram 2013.
- Vernehmungsprotokolle. November '76 bis September '77. Jaron Verlag, Berlin 2017. ISBN 978-3897738386.
- Poesiealbum 356. Märkischer Verlag Wilhelmshorst 2020

## Auszeichnungen
- 1977: Internationaler Pressepreis
- 1982: Marburger Literaturpreis
- 1987: Thomas-Dehler-Preis des Bundesministeriums für innerdeutsche Beziehungen (zusammen mit Sascha Anderson)
- 1988: Deutscher Kritikerpreis für Literatur
- 1999: Hans-Sahl-Preis (posthum)

## Ehrungen

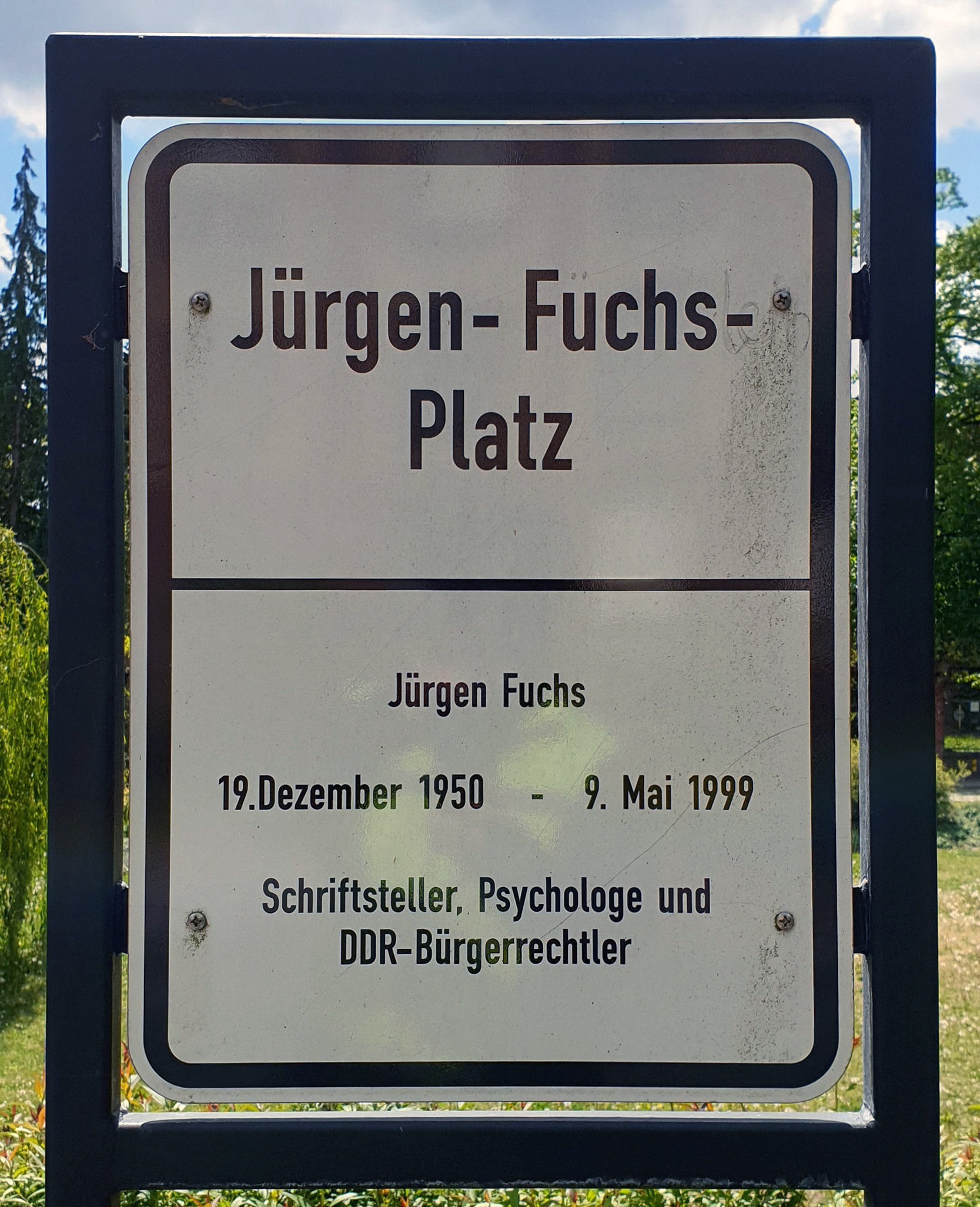
Jürgen-Fuchs-Platz, in Berlin-Dahlem

Fuchs wurde für sein Lebenswerk 1999 posthum mit dem Hans-Sahl-Preis ausgezeichnet.
Auf Antrag des Thüringer Landtages wurde mit dessen Neubau die neue Zufahrtsstraße zur Hauptpforte am 20. Dezember 2002 zur Erinnerung und als Würdigung nach Fuchs benannt.
In seiner Heimatstadt Reichenbach im Vogtland trägt eine Bibliothek seit 2001 seinen Namen. Am 9. Mai 2011, seinem 12. Todestag, erhielt ein bisher namenloser Platz in Berlin-Dahlem, Königin-Luise-Straße / Ecke Arnimallee, den Namen Jürgen-Fuchs-Platz. Die Laudatoren waren Wolf Biermann und Ralph Giordano. Am gleichen Tag wurde im Thüringer Landtag bei einer Gedenkveranstaltung mit Literatur-Nobelpreisträgerin Herta Müller eine von Schülern erarbeitete Multimedia-Stele enthüllt.
Am 14. Juni 2024 wurde im Garten des Goethe-Gymnasiums Reichenbach ein Gedenkstein für Fuchs enthüllt. Die Stadtverwaltung ließ den Gedenkstein einige Wochen später entfernen.

## Literarische Figur
- Der Schriftsteller Reiner Kunze lässt Jürgen Fuchs in einer Geschichte seines 1976 in der Bundesrepublik veröffentlichten Prosabandes Die wunderbaren Jahre auftreten. Darin schildert der Protagonist Jürgen dem Erzähler einen Ausspähungsversuch durch einen weiblichen IM des MfS. Dies geht auf eine wahre Begebenheit zurück.
- In dem satirischen Roman Der Barbier von Bebra (1996) der Schriftsteller Wiglaf Droste und Gerhard Henschel wird Jürgen Fuchs als Figur karikiert, die in den Kellern der Gauck-Behörde barbiert und anschließend mittels Ertränkens in einem mit Sulfrin gefüllten Fass umgebracht wird.[26] Jürgen Fuchs war zu diesem Zeitpunkt bereits schwer krebskrank.
- Nach dem Tod seines Freundes schrieb Wolf Biermann das Lied Jürgen Fuchs und veröffentlichte es auf der CD Paradies uff Erden. Ein Berliner Bilderbogen, LiederProduktion Altona 1999 (Wolf-Biermann-Edition 20).
- Der Schriftsteller Marko Martin lässt in seinem Einwanderer-Roman „Der Prinz von Berlin“ (Quadriga Verlag, Berlin 2000) Jürgen Fuchs in der Gestalt eines couragierten Sozialtherapeuten auftreten; sein Essayband „Treffpunkt ´89“ (Wehrhahn Verlag, Hannover 2014) ist dem Andenken von Jürgen Fuchs gewidmet.
- Der mit Jürgen Fuchs befreundete, ausgebürgerte Autor Axel Reitel vertonte 1999 dessen Gedicht „Scheinwerfer“ und veröffentlichte es auf seiner CD „ohne anzuklopfen“ am 15. Mai 2000.[27][28]
- Der Prager Rock-Musiker Mikoláš Chadima veröffentlichte 2002 die CD „Tagesnotizen“, für die er Gedichte aus Jürgen Fuchs’ gleichnamigem Lyrikband vertonte.
- Der Schriftsteller Utz Rachowski porträtierte Jürgen Fuchs in seinem Aufsatz „Die Farben des frühen Fuchs“, erschienen in dem Band „Red' mir nicht von Minnigerode“, Dresden 2006.
- Die Literaturnobelpreisträgerin Herta Müller schrieb den Essay „Der Blick der kleinen Bahnstationen“ über Jürgen Fuchs, den sie für das Hörbuch „Das Ende einer Feigheit“ (Hörbuch Hamburg 2010) las und der 2011 in ihrem Aufsatz-Band „Immer derselbe Schnee und immer derselbe Onkel“ im Carl Hanser Verlag München erschien.